# 观台镇
观台镇，是中华人民共和国河北省邯郸市磁县下辖的一个乡镇级行政单位。

## 行政区划
观台镇下辖以下地区：
观台三街村、观台一街村、观台二街村、东艾口村、西艾口村、岗子窑村、前岭村、后岭村、西保障村、东保障村、乞伏村、西清流村、中清流村和东清流村。